# Jude Monye
Jude Monye (* 16. November 1973 in Onicha-Ugbo) ist ein nigerianischer Leichtathlet, dessen Spezialstrecke der 400-Meter-Lauf ist.

## Sportliche Erfolge
Monye nahm an zwei Olympischen Spielen (1996 und 2000) teil. Bei den Olympischen Spielen 2000 in Sydney gewann er mit der nigerianischen 4-mal-400-Meter-Staffel die Silbermedaille. Im Finale stellte er dabei gemeinsam mit Clement Chukwu, Sunday Bada und Schlussläufer Enefiok Udo-Obong in einer Zeit von 2:58,68 min einen Afrikarekord auf.
Im August 2008 wurde die ursprünglich siegreiche US-amerikanische Staffel wegen eines Dopingvergehens ihres Läufers Antonio Pettigrew nachträglich disqualifiziert. Seit Juli 2012 wurde der nigerianischen Staffel offiziell das Gold zuerkannt.
Auch bei den Leichtathletik-Weltmeisterschaften war Monye erfolgreich. So gewann er beim 4-mal-400-Meter-Wettbewerb den Weltmeisterschaften 1995 in Göteborg gemeinsam mit Udeme Ekpeyong, Kunle Adejuyigbe und Sunday Bada in 3:03,18 min eine Bronzemedaille. Im gleichen Jahr belegte er als Einzelstarter im 400-Meter-Lauf Rang drei bei den Afrikaspielen in Harare.

## Bestzeiten
Freiluft
- 200-Meter-Lauf: 21,04 s (2002)
- 400-Meter-Lauf: 45,16 s (1995)

Halle
- 400-Meter-Lauf: 47,50 s (2001)

## Sonstiges
Bei einer Körpergröße von 1,88 m wird sein Wettkampfgewicht mit 75 kg angegeben.